# Сироканэдай (станция)
Станция Сироканэдай (яп. 白金台駅 сироканэдай эки) — железнодорожная станция на линиях Намбоку и Мита, расположенная в специальном районе Минато в Токио. Станция обозначена номером I-02 на линии Мита и N-02 на линии Намбоку. На станции установлены платформенные раздвижные двери.

## Планировка станции
Две платформы бокового типа и два пути.
| 1 | ■Линия Мита (Toei)           | Отэмати・ Сугамо ・ Ниси-Такасимадайра                  |  |
| 1 | ○Линия Намбоку (Tokyo Metro) | Нагататё ・ Комагомэ ・ Акабанэ-Ивабути ・ Урава-Мисоно |  |
| 2 | ■ Линия Мита Линия Намбоку   | Мэгуро ・ (Линия Мэгуро) Хиёси                          |  |

## Близлежащие станции
| «             | «             | Вид обслуживания | »                 | »                 |
| Линия Намбоку | Линия Намбоку | Линия Намбоку    | Линия Намбоку     | Линия Намбоку     |
| Линия Мита    | Линия Мита    | Линия Мита       | Линия Мита        | Линия Мита        |
| ------------- | ------------- | ---------------- | ----------------- | ----------------- |
| Мэгуро        | Мэгуро        | -                | Сироканэ-Таканава | Сироканэ-Таканава |